# Ортофосфат хрома(III)
Ортофосфат хрома(III) — неорганическое соединение, соль металла хрома и ортофосфорной кислоты с формулой CrPO4, 
чёрные кристаллы, 
плохо растворимые в воде, 
образует кристаллогидраты.

## Получение
- Безводную соль подучают разложением кристаллогидрата:

{\displaystyle {\mathsf {CrPO_{4}\cdot 6H_{2}O\ {\xrightarrow {950^{o}C}}\ CrPO_{4}+6H_{2}O}}}

## Физические свойства
Ортофосфат хрома(III) образует чёрные кристаллы.
Образует кристаллогидраты состава CrPO4•n H2O, где n = 2, 3, 4 и 6.